# Ribaute
Ribaute är en kommun i departementet Aude i regionen Occitanien  i södra Frankrike. Kommunen ligger  i kantonen Lagrasse som ligger i arrondissementet Carcassonne. År 2022 hade Ribaute 264 invånare.

## Befolkningsutveckling
Antalet invånare i kommunen Ribaute
Referens: INSEE

## Galleri

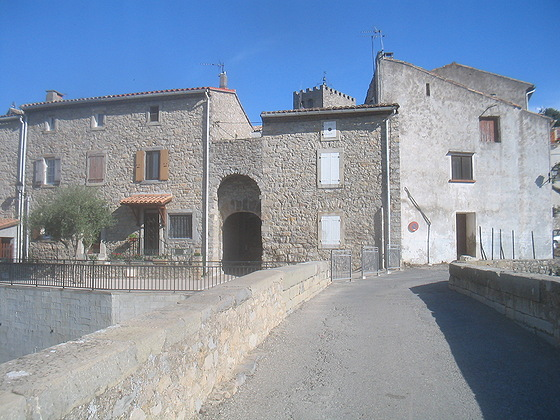
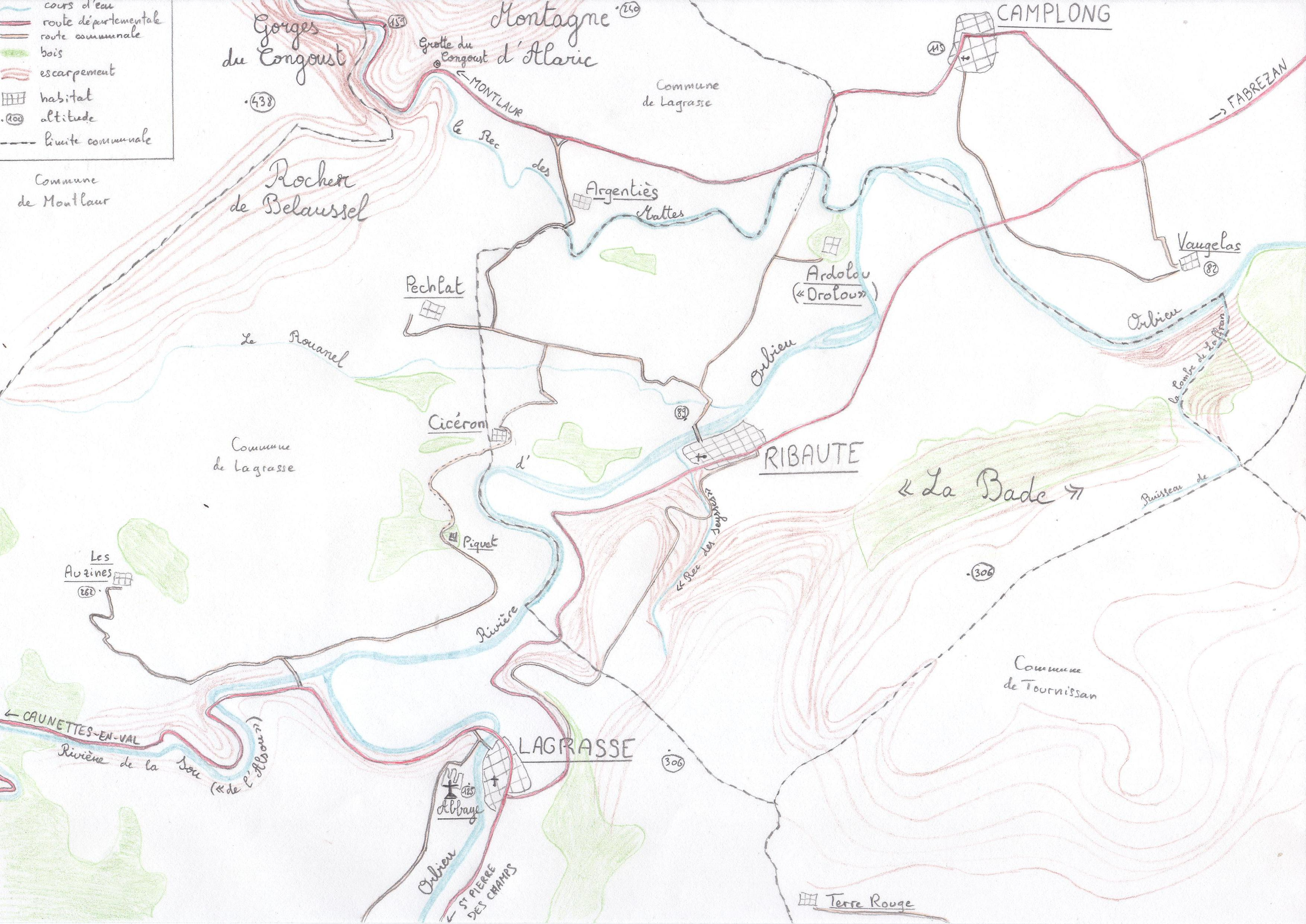
Karta över kommunen